# Ирсеть (нижний приток Рудни)
Ирсеть (мокш. Ирцедь) — река в России, протекает в Республике Мордовия и Нижегородской области по территории Краснослободского, Старошайговского и Починковского районов, соответственно. Устье реки находится в 27 км от устья реки Рудни по левому берегу. Длина реки составляет 50 км, площадь водосборного бассейна — 381 км².
Исток реки в Краснослободском районе, в лесном массиве южнее деревни Пушкино и в 15 км к северо-западу от села Старое Шайгово. Исток расположен на водоразделе Оки и Суры, неподалёку берут начало несколько небольших рек бассейна реки Сивинь. Река течёт на северо-восток, вскоре после истока перетекает в Старошайговский район Мордовии, а в нижнем течении в Починковский район Нижегородской области. Протекает деревню Пушкино (Краснослободский район); сёла Вертелим, Ирсеть и Темяшево, деревни Трегубово и Авгуры (Старошайговский район); сёла Шагаево, Василевка, деревни Наталинка и Ясная Поляна (Починковский район). Притоки — Учуй, Сныва (левые), Ушляйский (правый). Впадает в Рудню напротив села Дивеев Усад.

## Данные водного реестра
По данным государственного водного реестра России относится к Верхневолжскому бассейновому округу, водохозяйственный участок реки — Алатырь от истока и до устья, речной подбассейн реки — Сура. Речной бассейн реки — (Верхняя) Волга до Куйбышевского водохранилища (без бассейна Оки).
Код водного объекта в государственном водном реестре — 08010500212110000038079.